# Und am Abend wartet das Glück
Und am Abend wartet das Glück (Originaltitel: Baghban, Urdu: باغبان, Hindi: बागबान, bāghbān; dt.: Der Gärtner) ist ein Hindi-Film aus dem Jahr 2003. 

## Handlung
Raj und Pooja Malhotra sind seit 40 Jahren verheiratet und haben vier Söhne, auf die sie sehr stolz sind. Ihr ganzes Leben lang haben sie nur an das Wohl ihrer Kinder gedacht. Ihren Adoptivsohn Alok haben sie ins Ausland geschickt, wo er studiert hat und beruflich erfolgreich geworden ist, nun möchte er Arpita heiraten. Rajs vier leibliche Söhne haben bereits Familien, bekommen aber immer noch finanzielle Unterstützung von ihrem Vater, wenn sie es nötig haben. So haben Raj und Pooja kein eigenes Haus und keine Ersparnisse, worüber sie sich aber keine Gedanken machen; denn sie sind sicher, dass ihre Kinder für sie sorgen werden. Als Raj pensioniert wird, teilt er das seinen Söhnen bei einem Familienfest mit. Nun sollen sie sich entscheiden, wer von ihnen die Eltern aufnimmt. Die Söhne sind darüber gar nicht so glücklich, wie Raj sich gedacht hat. Keiner hat genug Geld und genug Platz im Haus. So beschließen die Söhne, ihre Eltern voneinander zu trennen, um die Last auf mehrere Schultern zu verteilen. Raj und Pooja lieben sich immer noch über alles, sind aber mit der Entscheidung ihrer Kinder einverstanden, denn sie haben nun keine andere Wahl. Doch sie merken sehr schnell, dass ihre Kinder sie nur als Last betrachten. Von Tag zu Tag wird das Leben von Raj und Pooja immer unerträglicher. Raj sucht sich eine Beschäftigung, um sein Leid zu lindern: Er schreibt ein Buch über sein Leben, über die Liebe und Verrat. Ein Freund von ihm bringt es zu einem Verleger. 
Nach sechs Monaten, als Raj und Pooja ihre Wohnorte wechseln müssen, treffen sie sich endlich und beschließen, ihre Kinder zu verlassen, um wieder zusammen zu sein. Wie es weiter gehen soll und wovon sie nun leben werden, wissen sie nicht. Doch an dem Tag treffen sie ihren Adoptivsohn Alok, der sie bittet, bei ihm zu bleiben. Er ist sehr erfolgreich geworden und hat nie vergessen, wem er das zu verdanken hat. Inzwischen kommt eine Nachricht vom Verleger: Das Buch von Raj wurde ein großer Erfolg und hat eine Menge Geld gebracht. Somit ist Raj für die Zukunft versorgt. Seine Söhne kriegen das auch mit und hoffen, dass sie die Zuneigung ihrer Eltern doch noch gewinnen können. Als Raj einen Preis für das Buch bekommt, lädt er seine Söhne zur Verleihung ein und hält eine rührende Rede. Er macht allen klar, dass er den Verrat nicht verzeihen kann.

## Auszeichnungen
- Screen Weekly Awards 2004:
  - Special Award/Jodi No. 1 - Amitabh Bachchan, Hema Malini

- Zee Cine Awards 2004:
  - Technical Award/Best Sound Re-recording - Kuldip Sood